# Josep Baroy i Bardolet
Josep Baroy i Bardolet (Olost, Osona, 16 de setembre de 1807 − el Masnou, Maresme, 1871) fou un metge català.
De família treballadora, el seu pare era paraire. Va estudiar filosofia durant dos anys i física experimental a Barcelona del 1823 al 1825. El 1826 va ingressar al Reial Col·legi de Cirurgia de Barcelona, on va obtenir el títol de batxiller en Medicina i Cirurgia l'any 1832. El 1833 obtingué el títol de doctor. Aquell mateix any, va fundar, juntament amb altres metges, la delegació catalana de la Societat Mèdica de Socors Mutus i va exercir com a metge d'aquesta mútua al Masnou.
L'any 1835 va fer oposicions sense èxit a càtedra, i va decidir ingressar a l'exèrcit com a metge militar. Aviat, però, abandonà la milícia i s'establí a la vila del Masnou com a com a metge i cirurgià, on treballaria tota la vida. Essent metge al Masnou, aprofitava per documentar els casos clínics que considerava interessants i els enviava com a comunicacions personals a la Reial Acadèmia de Medicina de Barcelona. L'Acadèmia el va distingir nomenant-lo de soci corresponsal.
Va defensar el coneixement de la llengua llatina com a eina de treball dels metges. De la mateixa manera, va defensar la necessitat que la carrera mèdica inclogués història de la medicina i filosofia. Va criticar moltes de les doctrines dominants a l'època, com l'animisme d'Stahl, la doctrina de Broussais, el Brownisme o l'homeopatia. Creia en el valor de l'observació i de l'experiència en la pràctica mèdica.
Es va casar amb Josepa Jordana i Mirapeix, natural de Ripoll, i tingueren una filla anomenada Josepa Baroy Jordana. Es va jubilar el juliol de 1870 i va morir poc després.

## Obra publicada
- Quaenam sint differentiae quae morbos nervosos a coetaris distinguant. Oposició per al premi que els alumnes de setè podien optar al finalitzar el curs. Barcelona: Manuscrit, 1833.
- De optima medela in penetrantibus pectoris vulneribus haemorragia complicatis. Dissertació per opositar a càtedra. Barcelona: Manuscrit, 14 gener 1834.
- Observación de una copiosa metorragia con retención de la placenta, seguida de una metroperitonitis-tifóidea. Treball presentat a la RAMC 1836. Barcelona: Biblioteca de memòries de la RAMC, 1839-1851.
- Memoria sobre la utilidad de la lengua latina en la Medicina práctica. Treball presentat a la RAMC, 1844. Barcelona: Biblioteca de memòries de la RAMC, 1833-1837.
- Ensayo sobre la curación de la fístula lingual por medio de cauterización, 1840
- Los efectos del centeno corniculado en el parto y el puerperio. Memòria presentada a la RAMC, 1840.
- Quando in morbis sanandis medicina directa locum habeat, quando vero indirecta tantum modo. Dissertació per opositar a càtedra. Barcelona: Manuscrit, 1842.
- Descripción de la epidemia de cólera morbo asiático que se padeció en Masnou, en 1854, arreglada al interrogatorio formulado por la Academia de Medicina y Cirurgía de Barcelona. Barcelona: Acta RAMC, 1856.